# Burgthal
Burgthal (1939 pol. Zamczysko; ukr. Бурґталь) – dawna kolonia, obecnie część wsi Haliczany (ukr. Галичани) w rejonie lwowskim (wcześniej w rejonie gródeckim) obwodu lwowskiego. Leży na południowy wschód od Haliczan właściwych, przy drodze do Drozdowic.
Dawniej mieszana katolicko-luterańska kolonia niemiecka, założona w 1788 roku. Znajdujący się tu folwark należał do ks. Ponińskich; posiadał też szkołę filialną. W II Rzeczypospolitej początkowo gmina jednostkowa w powiecie gródeckim województwie lwowskim. W 1921 liczba mieszkańców gminy Burgthal wynosiła 168. W związku z reformą administracyjną kraju 1 sierpnia 1934 wszedł w skład wiejskiej zbiorowej gminy Białogóra w powiecie gródeckim, w obrębie której utworzył gromadę Burgthal, składającą się z samej miejscowości Burgthal. 11 marca 1939 Burgthal przemianowano na Zamczysko.
Podczas II wojny światowej w skład powiatu lwowskiego (Kreishauptmannschaft Lemberg), należącego do dystryktu Galicja w Generalnym Gubernatorstwie, gdzie został włączony do nowo utworzonej gminy Bratkowice; liczba mieszkańców w 1943 roku wynosiła 194.
Po II wojnie światowej wszedł w struktury ZSRR (Ukraińskiej SRR), gdzie został włączony do Haliczan. Zachował się do dziś oryginalny układ morfologiczny Burgthala.